# Jiří Němec
Jiří Němec (Pacov, 15 de maio de 1966) é um ex-futebolista profissional tcheco que atuava como meia.

## Carreira
Jiří Němec fez parte do elenco da Tchecoslováquia na Copa do Mundo de 1990.E representou a Seleção Checa de Futebol, na Eurocopa de 1996 e 2000. 